# Orde Civil i Militar de l'Àguila Romana
L'Orde civil i militar de l'Àguila Romana (italià: Ordine civile e militare dell'Aquila Romana) era un orde de cavalleria italià, fundat pel rei Víctor Manuel III el 14 de març de 1942.
Era atorgat als estrangers que, en classe civil o militar, hagués realitzat serveis meritoris a Itàlia durant la guerra en aliança amb Alemanya i Japó.
Podia ser atorgada tant a italians com a estrangers, i majoritàriament va ser atorgada a alemanys, japonesos, albanesos i francesos.
Estava dividida en 5 classes i 2 medalles:
- Gran Creu: Llueix la insígnia en una banda i una estrella de pit de 8 puntes.
- Gran Oficial: Llueix la insígnia penjant del coll i una estrella de pit de 4 puntes.
- Comandant: Llueix la mateixa insígnia de coll que la classe Gran Oficial.
- Oficial: Llueix la insígnia penjant d'un galó a l'esquerra del pit. El galó llueix una roseta.
- Cavaller: Llueix la insígnia penjant d'un galó a l'esquerra del pit

El 24 d'agost de 1942 es produí una reforma, ampliant-se els graus:
- La classe Gran Creu, seguint les petjades de l'Orde de l'Àliga Alemanya, va ser estesa a Gran Creu d'Or[2] (la insígnia i l'estrella eren daurades) i Gran Creu de Plata.[3]
- Medalla al Mèrit de Plata[4]
- Medalla al Mèrit de Bronze.[5]

Fundada en l'àmbit de la Itàlia Feixista, el Rei Víctor Manuel III va ser l'únic Gran Mestre de l'orde; el seu successor, Umbert II, va abolir-la al Regne el 5 d'octubre de 1944 (tot i que continuà a la República de Saló fins a la seva caiguda el 1945). Romano Mussolini, quart i darrer fill del dictador, creà el 1997 una orde del mateix estil amb el mateix nom.

## Disseny
- L'Estrella: de 8 puntes i 80mm d'ample en classe Gran Creu i de 4 puntes i 65mm d'ample en classe Gran Oficial
- La Insígnia: Una creu en esmalt blanc. Al mig hi ha un medalló en esmalt blau amb una àliga coronada amb l'escut dels Saboia al mig. Entre els braços de la creu hi ha una corona de llorer, i en la classe militar, dues espases creuades. La Classe Gran Oficial té 50mm, i les classes Oficial i Cavaller, 35mm.
- La Medalla: Una medalla en plata o bronze de 32mm de diàmetre. A l'anvers apareix una àliga amb les ales obertes i el feix del lictor a les urpes. Darrere hi ha dues espases creuades.

A les medalles atorgades per la República de Saló, l'àliga de l'esmalt quedava substituïda per 3 feixos.
El galó és morat, amb dues franges daurades a les puntes.
|                                      |                                     |                                    |                                   |
| Galó                                 |                                     |                                    |                                   |
| Medalla de Bronze Medaglia di Bronzo | Medalla de Plata Medaglia d'Argento | Cavaller Cavaliere 152 concessions | Oficial Ufficiale 148 concessions |

|                                       |                                             |                                                                                 |                                                                               |
| Galó                                  |                                             |                                                                                 |                                                                               |
| Comanador Commendatore 92 concessions | Gran Oficial Grand'Ufficiale 45 concessions | Gran Creu de Cavaller de Plata Cavaliere di Gran-Croce d'Argento 18 concessions | <small Gran Creu de Cavaller d'Or Cavaliere di Gran-Croce d'Oro 2 concessions |